# Culmine di San Pietro
Il Culmine di San Pietro (in bergamasco Cülmen de San Péder) è un valico situato a 1.258 m di altitudine nel comune di Cassina Valsassina, che mette in comunicazione Moggio in Valsassina, nella provincia di Lecco, con Avolasio di Vedeseta in Val Taleggio, nella provincia di Bergamo. Nei tempi passati questo valico era utilizzato dai pastori della Val Taleggio per raggiungere la Valsassina dove intrattenevano rapporti commerciali riguardanti principalmente la vendita di taleggio; esso era peraltro di libero passaggio dato che entrambi i lati appartennero sempre allo Stato di Milano che trattenne a sé anche il versante orientale dopo la sottoscrizione della Pace di Lodi.

## Ciclismo
Partendo da Vedeseta si giunge al Culmine di san Pietro percorrendo vari tornanti di pendenza modesta, per un totale di 8,8 km e quasi 480 metri di salita. 
Per raggiungere il passo da Moggio invece, bisogna pedalare per 6,9 km e colmare un dislivello di 400 metri.
Il Culmine di San Pietro è stato percorso 2 volte dal Giro d'Italia:
| Anno | Tappa                                   | Primo in vetta        | Versante scalato |
| ---- | --------------------------------------- | --------------------- | ---------------- |
| 2009 | 8ª: Morbegno > Bergamo                  | Héctor González Baeza | Valsassina       |
| 2012 | 15ª: Busto Arsizio > Pian dei Resinelli | Matteo Rabottini      | Val Taleggio     |